# Tchintabaraden
Tchintabaraden (auch: Tchin-Tabaraden) ist eine Stadtgemeinde und der Hauptort des gleichnamigen Departements Tchintabaraden in Niger.

## Geographie

### Lage und Gliederung

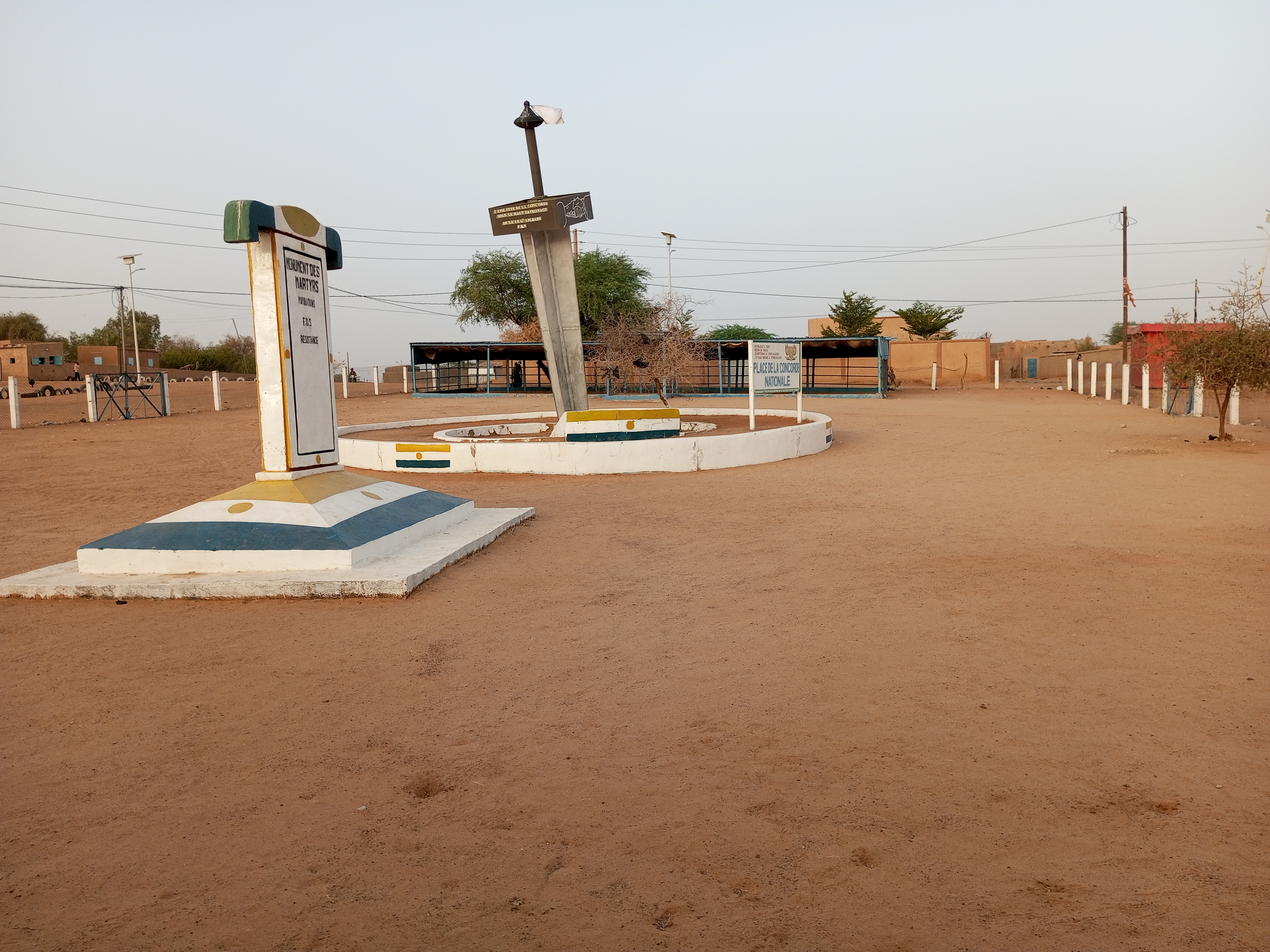
Place de la Concorde Nationale („Platz der nationalen Eintracht“) in Tchintabaraden

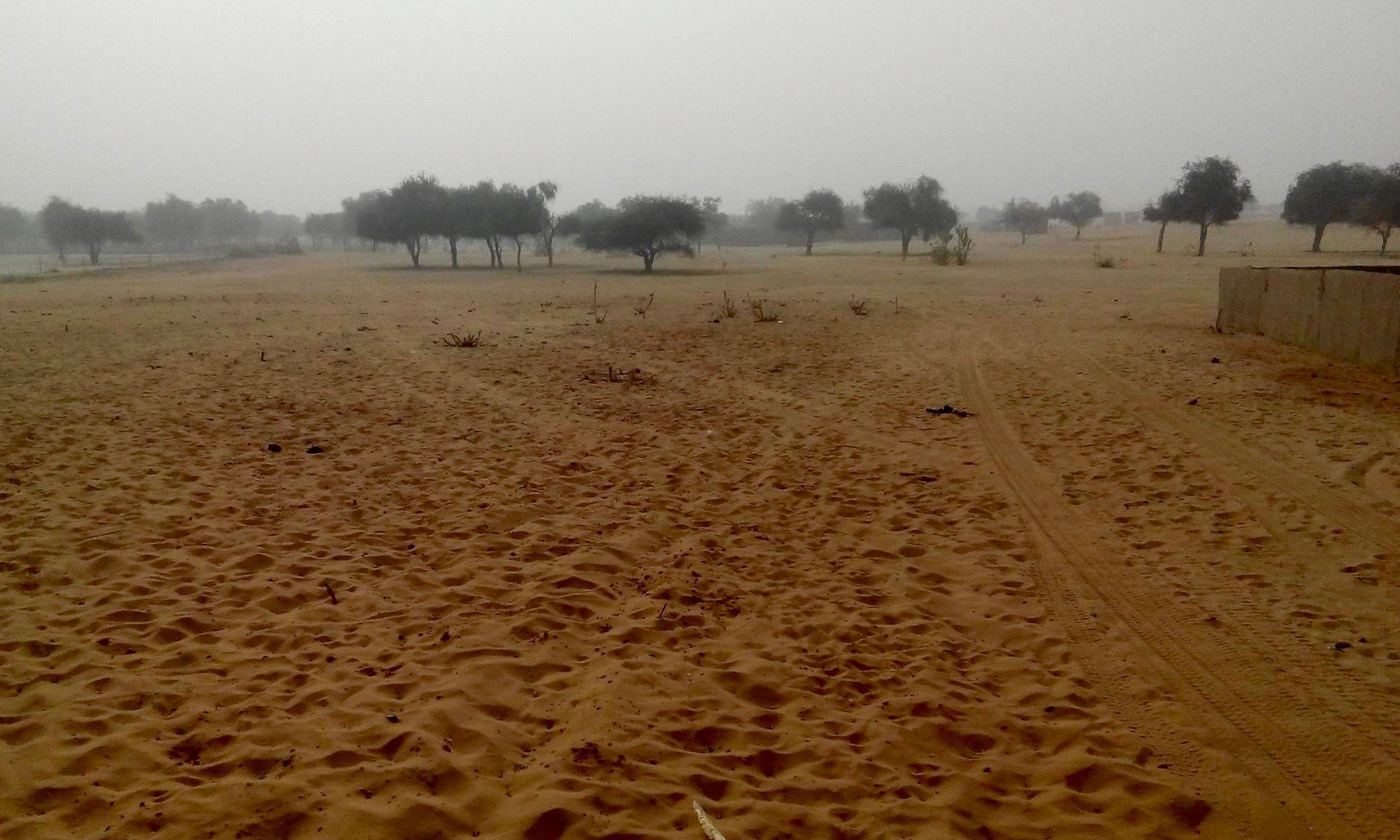
Landschaft im Osten des Gemeindegebiets von Tchintabaraden

Tchintabaraden befindet sich in der nördlichen Sahelzone. Die Nachbargemeinden sind Tassara im Norden, Abalak im Osten, Kao im Süden und Tillia im Westen.
Der Hauptort der Stadtgemeinde ist Tchintabaraden, das aus den Stadtvierteln Tchintabaraden und Camp Gendarmerie besteht und auf einer Höhe von 437 m liegt. Bei den Siedlungen im ländlichen Gemeindegebiet handelt es sich um 21 Dörfer, 134 Weiler, 15 Lager und 21 Wasserstellen.
Die Gemeinde hat Anteil an der Landschaft Tadrès. Die Jagdzone von Tchintabaraden ist eines der von der staatlichen Generaldirektion für Umwelt, Wasser und Forstwirtschaft festgelegten offiziellen Jagdreviere Nigers.

### Klima
In Tchintabaraden herrscht trockenes Wüstenklima vor. Die klimatologische Messstation im Stadtzentrum liegt auf 418 m Höhe und wurde 1972 in Betrieb genommen.
|                        | Jan  | Feb  | Mär  | Apr  | Mai  | Jun  | Jul  | Aug  | Sep  | Okt  | Nov  | Dez  |   |      |
| Mittl. Temperatur (°C) | 20,6 | 23,7 | 27,8 | 31,7 | 33,4 | 33,1 | 31,2 | 29,4 | 30,9 | 29,8 | 25,7 | 21,6 | ⌀ | 28,3 |
| Mittl. Tagesmax. (°C)  | 28,9 | 32,2 | 36,3 | 39,9 | 40,8 | 39,8 | 37,3 | 35,3 | 37,9 | 37,3 | 33,9 | 29,9 | ⌀ | 35,8 |
| Mittl. Tagesmin. (°C)  | 12,6 | 15,1 | 18,6 | 22,4 | 25,1 | 26,4 | 25,7 | 24,5 | 24,3 | 21,8 | 17,6 | 13,7 | ⌀ | 20,7 |
|                        |      |      |      |      |      |      |      |      |      |      |      |      |   |      |
| Niederschlag (mm)      | 0    | 0    | 0    | 0    | 5    | 7    | 26   | 57   | 15   | 1    | 0    | 0    | Σ | 111  |
|                        |      |      |      |      |      |      |      |      |      |      |      |      |   |      |
| Sonnenstunden (h/d)    | 10,2 | 10,4 | 10,8 | 11,2 | 11,6 | 11,7 | 11,5 | 10,8 | 10,9 | 10,6 | 10,3 | 10,1 | ⌀ | 10,8 |
|                        |      |      |      |      |      |      |      |      |      |      |      |      |   |      |
| Regentage (d)          | 0    | 0    | 0    | 0    | 1    | 2    | 5    | 8    | 3    | 0    | 0    | 0    | Σ | 19   |
|                        |      |      |      |      |      |      |      |      |      |      |      |      |   |      |
| Luftfeuchtigkeit (%)   | 15   | 12   | 9    | 10   | 17   | 29   | 45   | 56   | 38   | 20   | 16   | 17   | ⌀ | 23,8 |

| 12,6 |

| 15,1 |

| 18,6 |

| 22,4 |

| 25,1 |

| 26,4 |

| 25,7 |

| 24,5 |

| 24,3 |

| 21,8 |

| 17,6 |

| 13,7 |

| 12,6 |

| 15,1 |

| 18,6 |

| 22,4 |

| 25,1 |

| 26,4 |

| 25,7 |

| 24,5 |

| 24,3 |

| 21,8 |

| 17,6 |

| 13,7 |

| N i e d e r s c h l a g | 0   | 0   | 0   | 0   | 5   | 7   | 26  | 57  | 15  | 1   | 0   | 0   |
|                         | Jan | Feb | Mär | Apr | Mai | Jun | Jul | Aug | Sep | Okt | Nov | Dez |

## Geschichte
Der Name Tchintabaraden kommt aus dem Tamaschek und bedeutet „Tal der Mädchen“. Tchintabaraden wurde 1960, im Jahr der Unabhängigkeit Nigers, zum Hauptort des Bezirks Nomade de Tahoua, aus dem 1964 das Arrondissement Tchintabaraden und 1998 das Departement Tchintabaraden hervorging. Die Rallye Dakar führte im Januar 1985 über Tchintabaraden.
Die Unterpräfektur des Arrondissements war in den 1980er und 1990er Jahren das Ziel von Anschlägen aufständischer Tuareg. Im Mai 1985 forderte ein Angriff bewaffneter Tuareg drei Tote. Bei einem Anschlag im Mai 1990 wurden 31 Menschen getötet, bei den darauffolgenden Gegenangriffen der Streitkräfte Nigers weitere 63 Menschen. Im Jahr 2009 verursachten Überschwemmungen materielle Schäden, von denen rund 2.400 Einwohner unmittelbar betroffen waren.

## Bevölkerung
Bei der Volkszählung 2012 hatte die Stadtgemeinde 79.889 Einwohner, die in 13.195 Haushalten lebten. Bei der Volkszählung 2001 betrug die Einwohnerzahl 22.212 in 4.004 Haushalten.
Im Hauptort lebten bei der Volkszählung 2012 15.298 Einwohner in 2.460 Haushalten, bei der Volkszählung 2001 9.001 in 1.592 Haushalten und bei der Volkszählung 1988 5.157 in 899 Haushalten. Bei der Volkszählung 1977 waren es 7.656 Einwohner.
In ethnischer Hinsicht ist die Gemeinde ein Siedlungsgebiet von Fulbe, Tuareg, Hausa. Der Brunnen in der Siedlung Inagar ist für die Nomaden der Tuareg-Gruppe Kel Fadey von Bedeutung.

## Politik und Justiz
Der Gemeinderat (conseil municipal) hat 20 gewählte Mitglieder. Mit den Kommunalwahlen 2020 sind die Sitze im Gemeinderat wie folgt verteilt: 19 PNDS-Tarayya und 1 MCC-Arziki.
Jeweils ein traditioneller Ortsvorsteher (chef traditionnel) steht an der Spitze von fünf Dörfern in der Gemeinde.
Tchintabaraden ist der Sitz eines Tribunal d’Instance, eines der landesweit 30 Zivilgerichte, die unterhalb der zehn Zivilgerichte der ersten Instanz (Tribunal de Grande Instance) stehen. Die Haftanstalt Tchintabaraden hat eine Aufnahmekapazität von 100 Insassen.

## Kultur

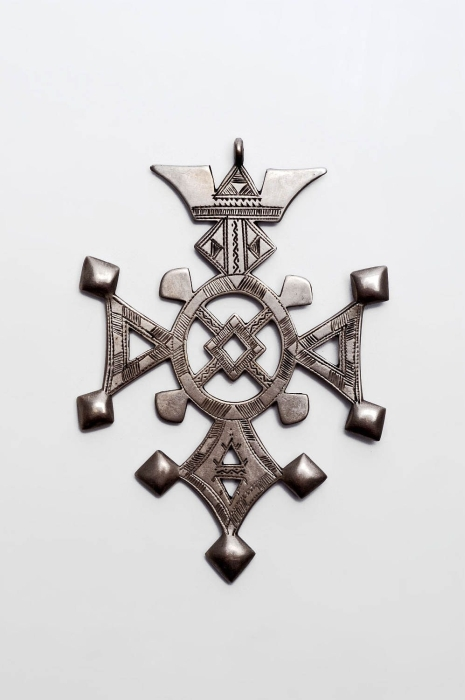
Ein Tchintabaraden-Kreuz

Das Tchintabaraden-Kreuz (croix de Tchintabaraden) ist eine der 21 Varianten des Agadez-Kreuzes, eines bekannten Tuareg-Schmucks aus Niger.

## Wirtschaft und Infrastruktur
Die Stadt liegt in einer Zone, in der die Weidewirtschaft die vorherrschende Erwerbsform ist. In Tchintabaraden gibt es einen Viehmarkt. Der Markttag ist Sonntag.
Gesundheitszentren des Typs Centre de Santé Intégré (CSI) sind im Stadtzentrum sowie in den ländlichen Siedlungen Bazagor, Dambou Tane, Droum und Inagar vorhanden. Die Gesundheitszentren im Stadtzentrum und in Inagar verfügen jeweils über ein eigenes Labor und eine Entbindungsstation.
Allgemein bildende Schulen der Sekundarstufe sind der CEG Tchintabaraden vom Typ Collège d’Enseignement Général (CEG) und der CEG FA Abdel Aziz Al Wouhib Tchintabaraden als Collège d’Enseignement Général Franco-Arabe (CEG FA) mit einem Fokus auf die arabische zusätzlich zur französischen Sprache. Beim Collège d’Enseignement Technique de Tchintabaraden (CET Tchintabaraden) handelt es sich um eine technische Fachschule und beim Centre de Formation aux Métiers de Tchintabaraden (CFM Tchintabaraden) um ein Berufsausbildungszentrum.
Am 17. Mai 2000 nahm in der Stadt der nach Bankilaré landesweit zweite lokale Bürgerhörfunk (radio communautaire) seinen Betrieb auf.
Durch Tchintabaraden verläuft die Nationalstraße 22, die den Ort mit der Nachbargemeinde Kao verbindet.

## Persönlichkeiten
- Abdoulaye Khamed (1956–2020), Medienmanager und Politiker